# Брянський район
Бря́нський райо́н — адміністративна одиниця на північному сході Брянської області Росії.
Адміністративний центр — місто Брянськ (є самостійним муніципальним утворенням, до складу Брянського району не входить).

## Географія
Площа району — 1860 км². Основні річки — Десна, Болва, Снєжеть. Річкою Десна район поділений на піднесену правобережну частину, де проживає більшість населення району, і низинну лівобережну, велика частина якої вкрита лісами, місцями заболоченими.
Дерново-підзолисті, піщані і сірі лісові ґрунти. Поклади торфу (до 1990-х рр.. велися промислові розробки в Свені та Пальцо), великі родовища фосфоритів. Залізна руда (відроги Курської магнітної аномалії, бурі залізняки, болотні руди).

## Історія
З введенням у СРСР нової системи адміністративно-територіального поділу, в 1929 році територія Брянської губернії була розділена на райони, які з 1 жовтня 1929 року було включено до складу новоствореної Західної області. Одним з такий районів став Бежицький район — прообраз теперішнього Брянського району. Така назва пов'язана з тим, що Брянськ став центром округу у складі Західної області і, по суті, продовжував виконувати роль важливого регіонального центру. Місто Бєжиці, що був у Брянській губернії центром повіту, в цих умовах добре підходив на роль райцентру.
Проте в 1930 році округи Західної області були ліквідовані, а районний центр було перенесено з Бєжиці до Брянську, через що район було перейменовано на Брянський.
В 1937 році Брянський район, серед інших районів, було включено до складу новоствореної Орловської області.
5 липня 1944 Указом Президії Верховної Ради СРСР була утворена Брянська область, до складу якої, поряд з іншими, було включено і Брянський район. З поверненням Брянську функцій регіонального центру, районним центром було визначено спочатку село Супоневе, а з 1946 року — знову місто Бєжиці. При цьому назва району зберігалося незмінним (Брянський район). З об'єднанням Бєжиці і Брянська в єдине місто (1956), функції райцентру повернулися до міста Брянська.
Межі Брянського району неодноразово коригувалися через утворення або скасування інших районів: Вигоницького, Жирятинського, а також зі зміною міської межі м. Брянська.

## Демографія
Населення району становить 55,8 тис. осіб (м. Брянськ до складу району не входить); все населення вважається сільським. Ця цифра має тенденцію до зростання, тому що населення Брянського району збільшується за рахунок активної забудови найближчих до міста Брянська сільських населених пунктів (особливо сел. Путівка). У районі налічується 108 населених пунктів. Найбільші — Супоневе (8,7 тис. мешканців), Добрун (4,5 тис. мешканців), Глініщево (4,4 тис. мешканців), Путівка (4,4 тис. мешканців), Мічурінський (2, 5 тис. мешканців), Відрадне (2,0 тис. мешканців), Нові Дарковічі (1,8 тис. мешканців), Нет'їнка (1,7 тис. мешканців). Щільність сільського населення 30 чол./км² (найвища серед районів Брянської обл.). На території Брянського району розташоване місто обласного підпорядкування Сільце (до складу Брянського району не входить).

## Адміністративний поділ
Брянський район адміністративно розділений на 15 сільських поселень:
1. Глинищевське сільське поселення
2. Добрунське сільське поселення
3. Домашевське сільське поселення
4. Журіницьке сільське поселення
5. Мічурінське сільське поселення
6. Нет'їнське сільське поселення
7. Новодарківське сільське поселення
8. Новосільске сільське поселення
9. Отраднинське сільське поселення
10. Пальцовське сільське поселення
11. Свенське сільське поселення
12. Сніжське сільське поселення (центр — селище Путьовка)
13. Стєклянорадицьке сільське поселення
14. Супоневське сільське поселення
15. Чернетовське сільське поселення (центр — село Бєтово)

## Економіка
Флагман економіки Брянського району — птахофабрика «Снєжка» (ВАТ), розташована в селищі Путьовка. Численні промислові підприємства діють в колишніх селищах міського типу — Супоневе, Свень, Пальцо. Розвинено і лісове господарство.

## Транспорт
Через Брянський район проходять кілька федеральних автомобільних трас: Москва—Київ, Брянськ—Новозибків—кордон Республіки Білорусь—(Кобрин), Орел—Смоленськ—Рудня.
По території Брянського району пролягають залізничні лінії, що розходяться від Брянського зал. вузла в семи напрямках: на Москву, Дудорово, Орел, Навля, Гомель, Смоленськ і Вязьму.
На території Брянського району розташований міжнародний аеропорт Брянськ.

## Визначні пам'ятки
Головною визначною пам'яткою Брянського району є Свенський монастир, символічно зображений на районному гербі. У селах Брянського району збереглося декілька старовинних храмів (XVIII—XIX ст.). Унікальним археологічним комплексом є село Хотильово.